# Michal Mikeska
Michal Mikeska (* 28. dubna 1976, Zlín) je český hokejový trenér a bývalý útočník.

## Hráčská kariéra
Je odchovancem třebíčského hokeje. V roce 1998 přestoupil do Pardubic, které ho nejprve poslaly na hostování do týmu havířovských Panterů. V sezoně 2004–2005, kdy NHL nezačala kvůli stávce hráčů, se stal nejproduktivnějším hráčem české extraligy (spolu se svými křídly Bulisem a Hejdukem se dostali jako první útočná trojice v historii extraligy na první tři místa kanadského bodování) a s pardubickým Moellerem vybojoval po 16 letech mistrovský titul. Před sezonou 2006–2007 přestoupil do ruské Ufy. Za Salavat Julajev Ufa odehrál celkem 173 zápasů, ve kterých si připsal 150 kanadských bodů, a v roce 2008 se významně podílel na zisku mistrovského titulu. Po sezóně 2008/2009 přestoupil do Novosibirsku, za nějž odehrál sedm zápasů, ve kterých vstřelil gól a připsal si dvě asistence. Kvůli tomu, že vedení klubu nedokázalo zajistit pro jeho rodinu víza, angažmá ukončil a přestoupil do HC Mountfield. V sezoně 2011–2012 byl poslán na hostování do Karlových Varů. Po sezoně, kdy mu skončila smlouva v Karlových Varech i Českých Budějovicích se domluvil na měsíční smlouvě s Hradcem Králové. V listopadu 2013 se dohodl na angažmá v SK Horácká Slavia Třebíč, vrátil se do týmu po 15 letech. V roce 2015 působí jako hlavní trenér týmu dorostu HC Dynamo Pardubice. Od 14. prosince 2023 se stal hlavním trenérem HC Zubr Přerov, který působí v Chance lize.

## Ocenění a úspěchy
- 1997 postup s týmem SK Horácká Slavia Třebíč do 1.ČHL.
- 2005 ČHL – Nejproduktivnější hráč (55 bodů)
- 2005 ČHL – Nejlepší nahrávač v playoff (10 asistencí)
- 2005 ČHL/SHL – Utkání hvězd české a slovenské extraligy
- 2006 ČHL/SHL – Utkání hvězd české a slovenské extraligy

## Klubová statistika
| Sezóna         | Klub                     | Soutěž         |     | Základní část | Základní část | Základní část | Základní část | Základní část |   | Play off | Play off | Play off | Play off | Play off |
| Sezóna         | Klub                     | Soutěž         | Z   | G             | A             | B             | TM            | Z             | G | A        | B        | TM       |          |          |
| 1996/1997      | SK Horácká Slavia Třebíč | 2.ČHL          | 38  | 5             | 8             | 13            |               | —             | — | —        | —        | —        |          |          |
| 1997/1998      | SK Horácká Slavia Třebíč | 1.ČHL          | 44  | 9             | 12            | 21            |               | —             | — | —        | —        | —        |          |          |
| 1998/1999      | HC IPB Pardubice         | ČHL            | 50  | 9             | 8             | 17            | 114           | —             | — | —        | —        | —        |          |          |
| 1998/1999      | SK Horácká Slavia Třebíč | 1.ČHL          | 2   | 0             | 0             | 0             |               | —             | — | —        | —        | —        |          |          |
| 1999/2000      | HC Femax Havířov         | ČHL            | 32  | 10            | 6             | 16            | 60            | —             | — | —        | —        | —        |          |          |
| 1999/2000      | HC IPB Pardubice         | ČHL            | 20  | 1             | 3             | 4             | 47            | —             | — | —        | —        | —        |          |          |
| 2000/2001      | HC IPB Pardubice         | ČHL            | 36  | 7             | 6             | 13            | 71            | 7             | 2 | 2        | 4        | 8        |          |          |
| 2001/2002      | HC IPB Pardubice         | ČHL            | 48  | 8             | 14            | 22            | 119           | 3             | 1 | 0        | 1        | 0        |          |          |
| 2002/2003      | HC ČSOB Pardubice        | ČHL            | 42  | 8             | 12            | 20            | 97            | 19            | 1 | 7        | 8        | 30       |          |          |
| 2003/2004      | HC Moeller Pardubice     | ČHL            | 40  | 9             | 13            | 22            | 62            | 7             | 0 | 5        | 5        | 16       |          |          |
| 2003/2004      | HC Hradec Králové        | 1.ČHL          | 1   | 0             | 3             | 3             | 0             | —             | — | —        | —        | —        |          |          |
| 2004/2005      | HC Moeller Pardubice     | ČHL            | 50  | 21            | 34            | 55            | 99            | 12            | 1 | 10       | 11       | 12       |          |          |
| 2005/2006      | HC Moeller Pardubice     | ČHL            | 46  | 7             | 22            | 29            | 88            | —             | — | —        | —        | —        |          |          |
| 2006/2007      | Salavat Julajev Ufa      | RSL            | 54  | 13            | 24            | 37            | 38            | 8             | 1 | 1        | 2        | 6        |          |          |
| 2007/2008      | Salavat Julajev Ufa      | RSL            | 49  | 6             | 7             | 23            | 50            | 16            | 2 | 9        | 1        | 26       |          |          |
| 2008/2009      | Salavat Julajev Ufa      | KHL            | 42  | 6             | 17            | 23            | 48            | 4             | 0 | 1        | 1        | 6        |          |          |
| 2009/2010      | HK Sibir Novosibirsk     | KHL            | 7   | 1             | 2             | 3             | 10            | —             | — | —        | —        | —        |          |          |
| 2009/2010      | HC Mountfield            | ČHL            | 40  | 8             | 15            | 23            | 50            | 5             | 0 | 0        | 0        | 24       |          |          |
| 2010/2011      | HC Mountfield            | ČHL            | 49  | 10            | 17            | 27            | 81            | 6             | 0 | 0        | 0        | 4        |          |          |
| 2011/2012      | HC Mountfield            | ČHL            | 7   | 0             | 1             | 1             | 12            | —             | — | —        | —        | —        |          |          |
| 2011/2012      | HC Energie Karlovy Vary  | ČHL            | 34  | 5             | 8             | 13            | 26            | —             | — | —        | —        | —        |          |          |
| 2012/2013      | HC Hradec Králové        | 1.ČHL          | 40  | 9             | 19            | 28            | 68            | 1             | 0 | 0        | 0        | 0        |          |          |
| 2013/2014      | SK Horácká Slavia Třebíč | 1.ČHL          | 29  | 3             | 9             | 12            | 50            | —             | — | —        | —        | —        |          |          |
| Celkem v ČHL   | Celkem v ČHL             | Celkem v ČHL   | 494 | 103           | 159           | 262           | 926           | 59            | 5 | 24       | 29       | 94       |          |          |
| Celkem v 1.ČHL | Celkem v 1.ČHL           | Celkem v 1.ČHL | 121 | 23            | 47            | 70            | 124           | 1             | 0 | 0        | 0        | 0        |          |          |
| Celkem v RSL   | Celkem v RSL             | Celkem v RSL   | 103 | 19            | 41            | 60            | 88            | 24            | 3 | 10       | 13       | 32       |          |          |
| Celkem v KHL   | Celkem v KHL             | Celkem v KHL   | 49  | 7             | 19            | 26            | 58            | 4             | 0 | 1        | 1        | 6        |          |          |

## Reprezentace
| Rok          | Tým          | Soutěž       | Z  | G | A | B  | TM |
| ------------ | ------------ | ------------ | -- | - | - | -- | -- |
| 2002/2003    | Česko        | EHT          | 4  | 3 | 2 | 5  | 2  |
| 2003/2004    | Česko        | EHT          | 7  | 1 | 1 | 2  | 2  |
| 2004/2005    | Česko        | EHT          | 6  | 1 | 1 | 2  | 4  |
| 2005/2006    | Česko        | EHT          | 3  | 0 | 0 | 0  | 4  |
| 2006/2007    | Česko        | EHT          | 3  | 0 | 1 | 1  | 2  |
| Celkem v EHT | Celkem v EHT | Celkem v EHT | 23 | 5 | 5 | 10 | 14 |